# Fira de Circ al carrer de la Bisbal d'Empordà
La Fira de Circ al Carrer de la Bisbal d'Empordà és un Festival de Circ de Carrer que omple d'espectadors els carrers de La Bisbal d'Empordà durant el tercer cap de setmana de juliol. La voluntat d'aquest festival és oferir en un cap de setmana una programació diversa i engrescadora que sigui atractiva a tots els públics i edats.
La Fira de Circ és una activitat coorganitzada per l'entitat Fira de Circ i l'Ajuntament de la Bisbal d'Empordà. Els espectacles tenen lloc en més de 15 espais repartits per tota la ciutat. La gran majoria dels espectacles són gratuïts. Les companyies que hi actuen són tant nacionals com internacionals.
El 2012, la Fira de Circ al Carrer va ser guardonada amb el Premi Nacional de Cultura, en la modalitat de circ, atorgat pel Consell Nacional de les Arts i la Cultura (Conca).

## Història
Aquestes més de vint edicions que arranquen el 1996 de la mà de l'entitat juvenil Nuik’s, i formen part d'una segona etapa, ja que la Fira de Circ vigent va recollir el testimoni de l'entitat bisbalenca Paufila, que a principis dels anys vuitanta va organitzar les dues primeres edicions de la Fira de Circ. L'entitat Nuik’s va reprendre el projecte amb el compromís de dotar-lo d'una identitat pròpia i de nodrir-se de l'energia necessària perquè la Fira tingués assegurat el seu futur. Aquesta entitat es va anar transformant alhora que desapareixia donant lloc a l'actual entitat organitzadora Fira de Circ al Carrer de La Bisbal d'Empordà.

## Escola de Circ
Arrel de la Fira de Circ, l'any 2011 va néixer l'Escola de Circ de la Bisbal, que té com a objectiu potenciar i motivar la pràctica de circ a diferents sectors de la població, treballant els valors que d’aquesta se’n deriven.
Més concretament l’escola es basa en definir el circ com una eina que potencia el treball de la capacitat creativa, l’expressió corporal i dels valors de la constància, l’autosuperació i el compromís.